# Stephanie Jenal
Stephanie Jenal (* 9. März 1998) ist eine Schweizer Skirennfahrerin. Sie gehört aktuell dem B-Kader von Swiss-Ski an und fährt in den Disziplinen Super-G und Abfahrt.

## Biografie
Stephanie Jenal stammt aus Samnaun im Unterengadin und startet für den Skiclub Samnaun. Über das Sportsgymnasium Davos erreichte sie das Swiss-Ski-Kader.
Im Alter von 16 Jahren bestritt sie in Davos ihre ersten FIS-Rennen. Mit 18 debütierte sie im Europacup und wurde im Riesenslalom, Slalom, der Kombination und im Super-G schnell zu einer regelmässigen Punktefahrerin. Ein Jahr später holte sie auch ihre ersten Europacuppunkte in der Abfahrt. Im Dezember 2015 fuhr sie beim Riesenslalom von Meiringen erstmals auf das Podest in einem FIS-Rennen. Ebenfalls im Riesenslalom von in Meiringen gewann sie im April 2017 ihr erstes FIS-Rennen. Das erste Mal auf ein Europacup-Podest fuhr sie im Januar 2021 mit dem Sieg im Super-G von Zinal. Dreimal ging sie bei Juniorenweltmeisterschaften an den Start. In Davos gewann sie 2018 Bronze im Super-G. 2021 wurde sie Zweite in der Disziplinenwertung der Abfahrt im Europacup.
Am 14. Dezember 2019 gab sie im Super-G von St. Moritz ihr Weltcup-Debüt. Im Super-G von St. Moritz gewann sie am 12. Dezember 2021 auch ihre ersten Weltcuppunkte mit dem 16. Rang. In der Saison 2022/23 fuhr sie insgesamt 7 Mal in die Punkte. Ihr bislang bestes Ergebnis ist der 10. Rang beim Super-G in Kvitfjell.

## Erfolge

### Weltcup
- 1 Platzierung unter den besten zehn

### Weltcupwertungen
| Saison  | Gesamt | Gesamt | Abfahrt | Abfahrt | Super-G | Super-G |
| Saison  | Platz  | Punkte | Platz   | Punkte  | Platz   | Punkte  |
| ------- | ------ | ------ | ------- | ------- | ------- | ------- |
| 2021/22 | 105.   | 21     | –       | –       | 43.     | 21      |
| 2022/23 | 73.    | 64     | 34.     | 32      | 35.     | 32      |
| 2023/24 | 89.    | 36     | 38.     | 14      | 42.     | 22      |

### Europacup
- Saison 2020/21: 8. Abfahrt, 2. Super-G
- 4 Podestplätze, davon 1 Sieg:

| Datum          | Ort   | Land    | Disziplin |
| -------------- | ----- | ------- | --------- |
| 4. Januar 2021 | Zinal | Schweiz | Super-G   |

### Juniorenweltmeisterschaften
- 2017 Are: 20. Kombination, 26. Super-G
- 2018 Davos: 3. Super-G, 20. Abfahrt, 30. Kombination
- 2019 Fassatal: 4. Abfahrt, 9. Super-G

### Weitere Erfolge
- 3 Siege in FIS-Rennen